# Cassipourea spruceana
Cassipourea spruceana är en tvåhjärtbladig växtart som beskrevs av George Bentham. Cassipourea spruceana ingår i släktet Cassipourea, och familjen Rhizophoraceae. Inga underarter finns listade i Catalogue of Life.